# لورا سانشيز (غطاسة)
لورا سانشيز (بالإسبانية: Laura Sánchez Soto) هي غطاسة مكسيكية، ولدت في 16 أكتوبر 1985 في مدينة مكسيكو في المكسيك.

## وصلات خارجية
- لورا سانشيز على موقع الاتحاد الدولي للسباحة (الإنجليزية)
- لورا سانشيز على موقع قاعدة بيانات الغوص IAT (الألمانية)
- لورا سانشيز على موقع أوليمبيديا (الإنجليزية)